# ワケギ
ワケギ（分葱、学名: Allium × proliferum）とは、タマネギ（A. cepa）に似た球根性多年草である。根元が太く、地上で分かれて緑の葉を出すネギとタマネギの交雑種で、野菜として食用される。

## 名称
和名「ワケギ」の由来は、「根元から分ける」ことから「分葱（ワケギ）」の名がついている。ネギ類でも分蘖（ぶんげつ）が多い特性から「分葱」と書く。地方名もあり、熊本県では葱（ワケギ）を一文字（もしくは人文字）、大分県では千本（チモト）、南九州では千本（センモト）と呼んでいる。沖縄方言ではビラとよばれている。
日本の青果市場では、関西では「わけぎ」は本種のみを指すが、関東では「わけねぎ」も含めて「わけぎ」と分類している。そのため東京都中央卸売市場などのわけぎの月別県別入荷実績の統計にはその旨が記載されている。
ワケギの花茎の先につく珠芽（むかご）は、生長した重さによって下に曲がり、親株から少し離れた場所に根付く。これが英語の「walking onion」という名称の由来である。英語の「Egyptian onion（エジプトオニオン）」という名称は、ワケギをインド亜大陸からヨーロッパへと持ち込んだロマに由来するという説が唱えられている。
ワケネギと混同されたり、かつてはネギの一種と思われていたが、染色体の特性より分蘖（ぶんげつ）性のネギと分球性のタマネギ（エシャロット）の雑種または独立種として分類される。遺伝学的証拠は、ワケギがタマネギとネギ（A. fistulosum）の雑種であることを明確に示している。

## 特徴
葉や茎はネギよりしなやかで、地下部は赤褐色に肥大して鱗茎をなしている。花（ネギ坊主）を付ける位置に珠芽（むかご）を付ける。花の代わりに珠芽を形成する現象はニンニクやその他のネギ属でも見られる。珠芽の大きさは大抵ビー玉ほどで、直径0.5 - 3センチメートル (cm) である。ワケギの珠芽は茎にまだ付いている間に発芽し、生長する。

## 栽培

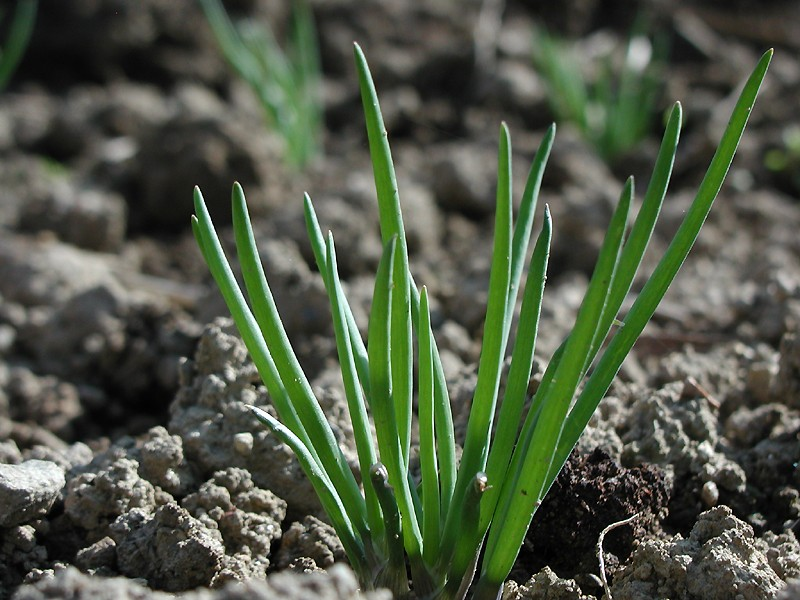
球根から発芽したばかりの新芽

ワケギは種子ができず、栽培は地中の球根（鱗茎）を株分けして行われる。気温が低いと生育が鈍いため温暖な地域で栽培される。夏（8月下旬）に植え付けて秋（9月下旬 - 11月上旬）に収穫するが、温暖な地域では冬まで収穫が行われている。また、そのまま冬を越して、翌年の早春（2月 - 4月上旬）の収穫し、初夏（5月下旬ごろ）に球根の掘り取りを行う。栽培には日当たりが良い場所で、生育適温15 - 25度が条件となる。肥料を好むため、あらかじめ元肥は多めに入れて、生長に合わせて追肥するとよく育つ。栽培する期間は長期になるので、植え付け前にマルチングをしておくと、雑草が予防できて手入れが楽になる。輪作年限は、2 - 3年とされる。家庭でも手軽に、プランター（コンテナ）などを使って栽培できる。
栽培品種は、早生種と晩生種がある。市販の種球は「20日ワケギ」とよばれる早生種が多く、1か月ほどで収穫できる。
ワケギの種球は、植えやすいように1片ずつに分けておく。植え付けする畑は、2週間前までに堆肥などの元肥を入れてよく耕しておき、平畝をつくる。畝に株間20センチメートル (cm) ずつあけて種球の先端が出るくらい浅めに植え付けると、約1週間ほどで発芽してくる。葉が15 cmほどに伸びてきたころ、葉色が悪ければぼかし肥や鶏糞などで追肥を行い、株元か畝間にまいて育てる。収穫期は秋と早春の2回行うことができ、草丈が20 cmになったところで、株元を残して葉が分かれている上で切って収穫する。そのあとも次々と新しい葉が伸びてきて、何回か収穫できる。冬に葉が枯れてきたらいったん収穫期は終わり、畑においたまま球根が大きくなるのを待つ。早春になるとまた、新芽が出てくるので収穫できる。根ごと掘り上げて、太った鱗茎の部分を食べてもよい。葉だけを収穫していき、春に気温が上がってくると葉が折れてくるため、5月下旬から6月上旬ごろに葉が枯れたところで掘り上げて、種球となる球根が収穫される。球根は土がついたまま2 - 3日ほど陰干しして乾燥させてから冷暗所で保存し、夏に再び種球として植えるのに使われる。

## 利用

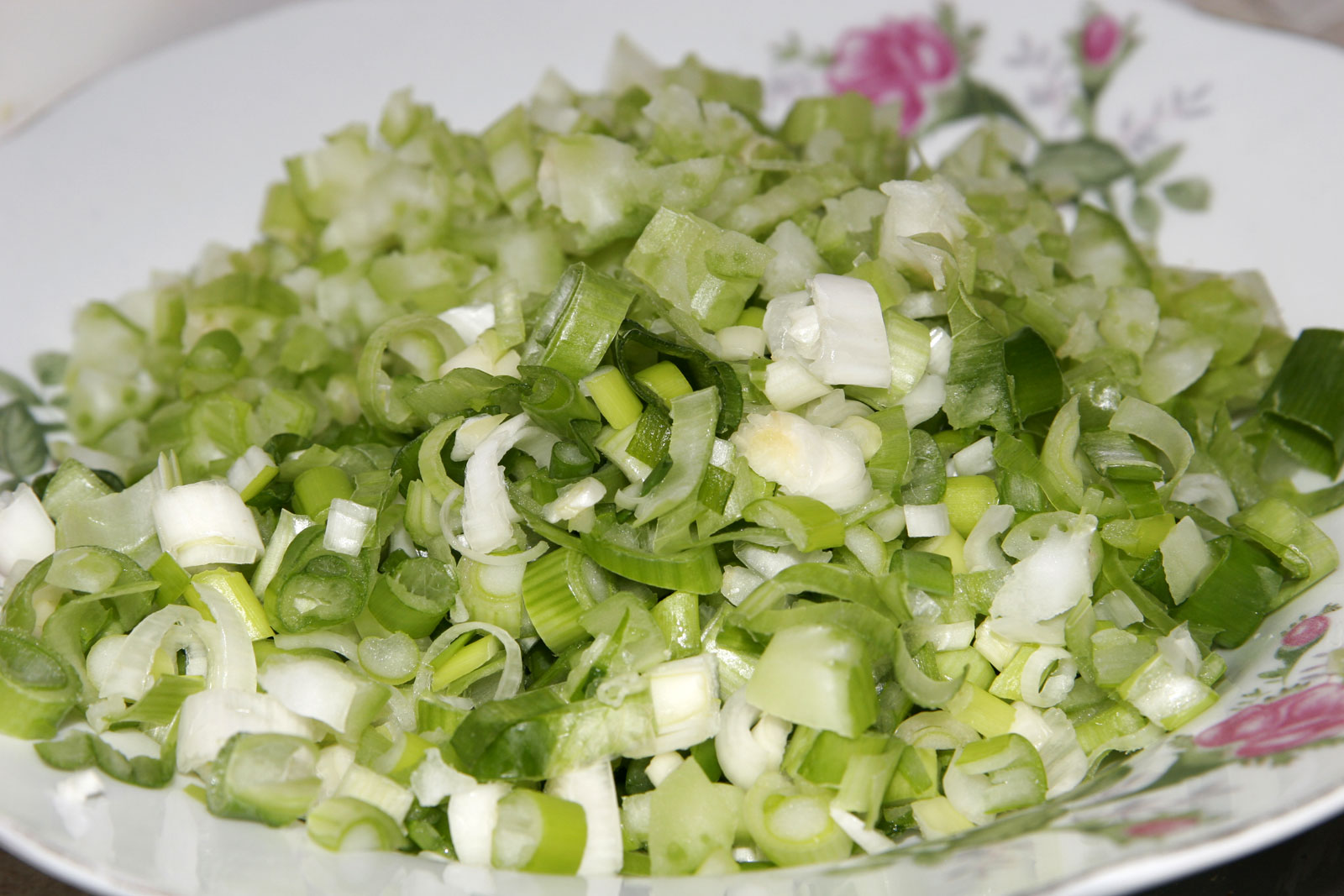
刻んで薬味として利用する

多くのワケギは非常に強い風味を持つが、一部の品種は比較的香りが弱く、甘い。地下の鱗茎はとりわけ皮が厚く、辛味が強く、リーキのようにかなり細長い。一部の種類は直径最大5 cmの鱗茎を形成しうる。日本国外では、若い植物が春にスキャリオン（小さな青葱）として使われることもあり、鱗茎は普通のタマネギと同様に調理に使われたり、酢漬けして保存される。
- ぬた
- 卵とじ
- 一文字グルグル
- チヂミ
- 薬味

### 日本
日本では広島県尾道市、佐木島が全国出荷量日本一である。広島県では特産品としてレストランでのわけぎ料理の提供や「わけぎかまぼこ」の販売などが行われている。

### 朝鮮
朝鮮では、Allium × proliferumとA. fistulosumは「パ」（파、ネギ）と呼ばれるのに対して、タマネギは「ヤンパ」（양파、洋ネギ）と呼ばれる。A. × proliferumが「チョッパ」（쪽파、小ネギ）と呼ばれるのに対して、A. fistulosumは大きさによって「デパ」（대파、大ネギ）または「シルパ」（실파、糸ネギ）と呼ばれる。香辛料、ハーブ、付け合わせとして大抵使われるデパおよびシルパと異なり、ジョッパは朝鮮料理における様々なネギ料理の主要な食材としてしばしば使われる。ジョッパを使って作られる一般的な料理としては、パジョン（朝鮮風ネギお好み焼き）やパキムチがある。

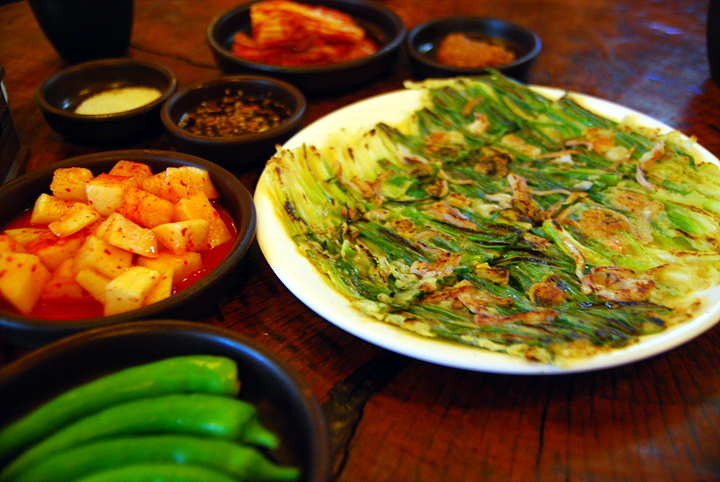
ヘムル（海鮮）パジェン
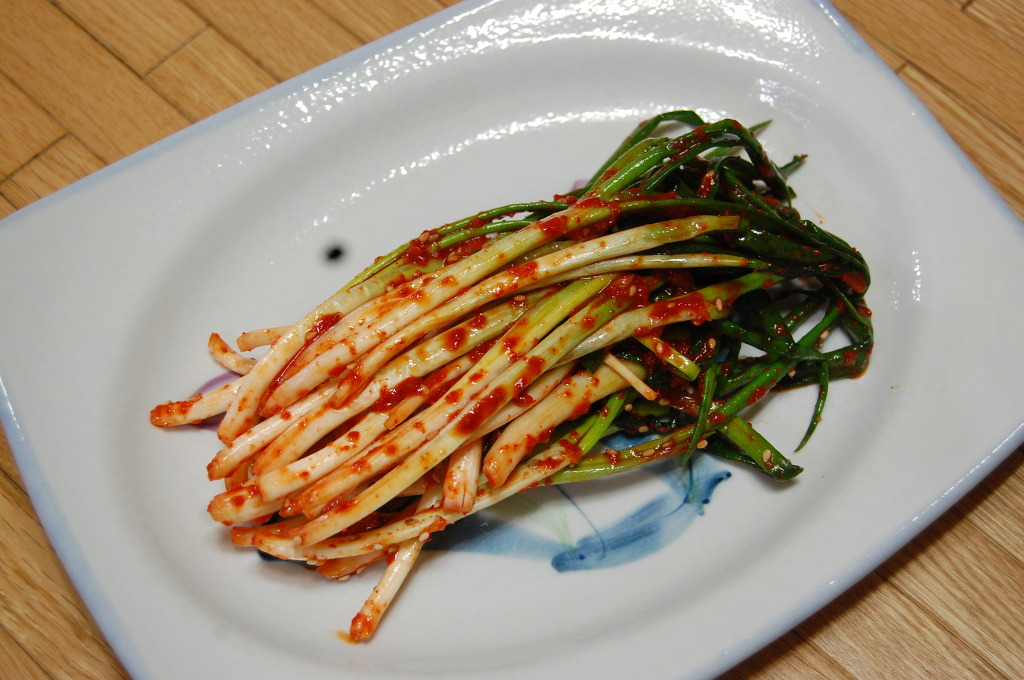
パキムチ